# Aleksandra Jarmolińska
Aleksandra Jarmolińska, née le 6 septembre 1990 à Varsovie, est une tireuse sportive polonaise, spécialiste du skeet.

## Vie privée
Elle est ouvertement lesbienne.

## Palmarès
- Championnats du monde de tir
  - 18e en 2015
  - 18e en 2014
  - 28e en 2011
- Jeux européens
  - 7e du skeet féminin de 2015, à Bakou
- Championnats d'Europe de tir
  - 8e en 2015
  - 28e en 2014
  - 16e en 2013
  - 13e en 2012
  - 4e en 2011